# الكلية الجامعية للعلوم التطبيقية

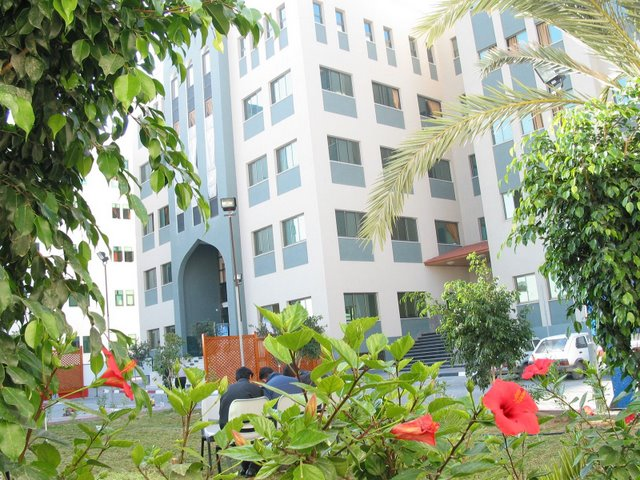
مبنى الإدارة

الكلية الجامعية للعلوم التطبيقية في غزة هي مؤسسة أكاديمية تقنية تعمل تحت إشراف وزارة التربية والتعليم العالي في فلسطين. تأسست بدايةً باسم "كلية مجتمع العلوم المهنية والتطبيقية"، وفي عام 2007 تم اعتمادها ككلية جامعية تمنح درجتي البكالوريوس والدبلوم في أكثر من 60 تخصصًا في مجالات متنوعة.
تسعى الكلية إلى تعزيز علاقاتها الإقليمية والدولية من خلال بناء شراكات أكاديمية وثقافية مع مؤسسات تعليمية ومنظمات عربية ودولية، في إطار رؤيتها الرامية إلى تحقيق حضور عالمي وتطوير التعليم التطبيقي في فلسطين.

## رؤية الكلية
الوصول إلى العالمية في مجال التعليم المهني والتطبيقي والبحث العلمي.

## محطات التطور والنمو
تُعد الكلية الجامعية للعلوم التطبيقية في مدينة غزةشأتها في العام 1998، وذلك بهدف تقديم خدمة التعليم التقني والمهني للمجتمع الفلسطيني ت من المؤسسات الأكاديمية المتخصصة في التعليم التقني والمهني في فلسطين. تقدم الكلية مجموعة من البرامج الدراسية التي تهدف إلى تلبية احتياجات سوق العمل المحلي، ومواكبة التطورات التقنية والمهنية، بما يتناسب مع قدرات الطلبة واهتماماتهم.
منذ تأسيسها، عملت الكلية على تطوير بيئة تعليمية تضم مرافق متعددة، مثل المباني الأكاديمية، المكتبات، العيادات الطبية، الملاعب، الصالات الرياضية، والمساحات الخضراء. كما جهزت قاعاتها الدراسية بالمستلزمات التعليمية الأساسية، وأطلقت عدداً من المختبرات في مجالات الحاسوب، والعلوم التطبيقية، والمجالات الصحية والتقنية.
في عام 2007، افتتحت الكلية فرعًا لها في محافظة خان يونس على مساحة تُقدّر بـ52 دونمًا، يضم مباني ومرافق تعليمية متنوعة. وفي عام 2009، أسست الكلية مركز خدمة المجتمع، الذي يشمل مركز التعليم المستمر وعددًا من الوحدات الإدارية، إلى جانب عيادة متخصصة في اضطرابات التخاطب، تُعد من أوائل العيادات من نوعها في فلسطين، حيث تقدم خدمات التشخيص والعلاج لحالات تأخر النطق ومشكلات الكلام.
وضمن خططها للتطوير والانفتاح، وضعت الكلية أهدافًا لتعزيز تعاونها الأكاديمي الخارجي، من خلال الانضمام إلى اتحادات أكاديمية دولية والمشاركة في مبادرات تهدف إلى تطوير التعليم المهني. كما تسعى إلى توسيع تأثيرها المجتمعي عبر برامج تنموية وتعليمية تستهدف مختلف فئات المجتمع.
وقد حصلت الكلية على عدد من الجوائز، من بينها جائزة فلسطين للإبداع والتميز، تقديرًا لجهودها في تطوير التعليم التطبيقي والمجتمعي في فلسطين.

مباني الكلية الجامعية للعلوم التطبيقية

## فلسفة شعار الكلية الجامعية
يجمع شعار الكلية الجامعية للعلوم التطبيقية بين نوعين من الشعارات: شعار الرمز (Logo Mark) وشعار الاختصار (Monogram). ويُصمم الشعار بشكل هندسي ممتد رأسيًا، يتضمن حرفي العين والتاء (ع، ت) من الأبجدية العربية، في إشارة إلى اسم الكلية. كما يتضمن الشعار رمز الترقيم (1) في تعبير رمزي عن مكانة الكلية بين المؤسسات الأكاديمية الفلسطينية المتخصصة في العلوم التقنية.
يعتمد الشعار على مجموعة من الألوان الرمزية؛ إذ يُستخدم اللون الأزرق البحري ليعكس حدود الوطن، والأخضر الزراعي للدلالة على عمق التاريخ الفلسطيني، إلى جانب اللون الرمادي كلون محايد يُستخدم للتزيين.
ويُعد تصميم الشعار مثالًا عربيًا مبكرًا على توظيف الاختزال البصري في الهوية الأكاديمية، وفقًا لمعايير التصميم العالمي. وقد سبقت الكلية في هذا النهج مؤسسات دولية مثل جامعة كاليفورنيا، التي اعتمدت عام 2013 أسلوبًا مشابهًا في تطوير هويتها البصرية.

## الطموحات المستقبلية للكلية
- تقدم الكلية برامجها بمقرها الرئيس بمدينة غزة ومقر مدينة خانيونس لأكثر من 60 برنامج دراسي.
- تحتوي الكلية على مختبرات علمية حديثة لتمكن الطلبة من تطبيق الجانب العملي من دراستهم.
- تقدّم الكلية الجامعية تعليماً بأسلوب التعليم التعاوني؛ تشجيعاً للطلاب من أن يقوموا بالتفكير الإبداعي خلال الحوار وأجواء من الاعتدال والتسامح.
- تضم مكتبة الكلية أكثر من 38 ألف كتاب وبحث علمي.
- يستفيد أكثر من 70 % من طلاب الكلية الجامعية فصليا من برامج الدعم المادي، كما تقدم الجامعة المنح الدراسية الكاملة والزمالة إلى الأشخاص المؤهلين.
- توفر الكلية الجامعية العديد من الأنشطة الطلابية لتشكيل وبلورة شخصية الطالب وضمان حجم الاستفادة من دراستهم الجامعية.
- تعمل وحدة الخريجين على تقديم خدمات التوظيف، وذلك خلال تنفيذ العديد من مشاريع خلق فرص عمل أو من خلال الدورات التدريبية والإرشادية لإعداد الطلاب للحياة المهنية.
- تتبنّى مبادئ المسؤولية الاجتماعية وذلك باعتبارها مؤسسة انطلقت أساساً لخدمة المجتمع وتحقيق أهدافه عبر وسائل أبرزها إنشاؤها لمركز خدمة المجتمع.

## البرامج الأكاديمية
ترحب الكلية الجامعية للعلوم التطبيقية بطلبتها جددا وقدامى، وهم يخطون مستقبلهم، ويختارون مسار حياتهم، لأجل حياة كريمة، ومستقبل مشرق. إنه لمن دواعي سرور أسرة الكلية، أن يقع اختيارهم على هذه الكلية (الكلية الجامعية للعلوم التطبيقية)، لكي تساعدهم في الوصول إلى الأهداف التي يرجونها.

### برامج البكالوريوس (4-5 سنوات)
| الرقم | القسم                        | سنوات الدراسة | البرامج                                                                                      |
| ----- | ---------------------------- | ------------- | -------------------------------------------------------------------------------------------- |
| 1     | قسم الهندسة و نظم المعلومات  | 5             | - هندسة تكنولوجيا المباني - هندسة أمن المعلومات المحوسبة - نظم المعلومات الجغرافية التطبيقية |
| 2     | قسم تكنولوجيا المعلومات      | 4             | - تكنولوجيا الوسائط المتعددة                                                                 |
| 3     | قسم الآداب والعلوم الإنسانية | 4             | - الإعلام وتكنولوجيا الاتصال - الدعوة الإسلامية المعاصرة (سابقا)                             |
| 4     | قسم التمريض وعلوم الصحة      | 4             | - التمريض - التخدير والإنعاش (سابقا)                                                         |
| 5     | قسم إدارة المال والأعمال     | 4             | - الإدارة التكنولوجية - المحاسبة التطبيقية - التسويق وإدارة المشاريع (سابقا)                 |
| 6     | قسم العلوم التربوية          | 4             | - التربية الأساسية الأولى - التربية التكنولوجية (سابقا)                                      |

### برامج الدبلوم المتوسط (سنتان)
| الرقم | القسم                                 | البرامج |
| ----- | ------------------------------------- | --- |
| 1     | قسم تكنولوجيا المعلومات               | - تكنولوجيا الوسائط المتعددة - نظم المعلومات الجغرافية - تصميم وتطوير مواقع الإنترنت - البرمجيات وقواعد البيانات ( برمجة الهواتف الذكية )        |
| 2     | قسم العلوم الإدارية والمالية          | - المحاسبة - إدارة وأتمتة المكاتب (سكرتاريا) - إدارة وأتمتة المكاتب باللغة الإنجليزية - فني مبيعات (سابقا)                                       |
| 3     | قسم المهن الهندسية                    | - هندسة المساحة - الهندسة المعمارية - الهندسة المدنية - ديكور داخلي - فنون وحرف يدوية - هندسة إلكترونيات السيارات - الزراعة - تصميم وتصنيع أزياء |
| 4     | قسم العلوم التربوية                   | - تربية الطفل (معلم صف) - الاشراف وإدارة الحضانات ورياض الأطفال (سابقا) - التربية الرياضية                                                       |
| 5     | قسم المهن الصحية                      | - التمريض - فني عمليات - السكرتارية والسجل الطبي - تمريض النساء والولادة (القبالة) - التخدير والإنعاش                                            |
| 6     | قسم الدراسات الإنسانية                | - تأهيل دعاة ومحفظين - العلاقات العامة والاعلان - الخدمة الاجتماعية - السكرتاريا والدراسات القانونية - أمن المؤسسات - مساعد قانوني               |
| 7     | قسم تكنولوجيا الحاسوب والمهن الصناعية | - هندسة المصاعد الكهربائية - صيانة الحاسب الآلي - تكنولوجيا الأجهزة الإلكترونية - شبكات الحاسوب والإنترنت - تكنولوجيا الأجهزة الطبية             |
| 8     | قسم علوم التأهيل                      | - علاج النطق ومشاكل الكلام - التأهيل المجتمعي - العلاج الطبيعي - فني سمعيات (سابقا)                                                              |

### دبلوم مهني (سنة واحدة)
- دبلوم السكرتاريا التنفيذية وإدارة المكاتب
- دبلوم الإعداد والتقديم التلفزيوني
- دبلوم الدراسات المقدسية
- دبلوم شبكات الحاسوب
- دبلوم التجميل
- دبلوم الخياطة والتطريز
- دبلوم فني ألومنيوم
- دبلوم تمديدات كهربائية
- دبلوم صيانة أجهزة كهربائية
- دبلوم فني جير ( ناقل حركة )

## الحياة الجامعية
تحرص الكلية الجامعية للعلوم التطبيقية على تقديم مجموعة من الخدمات والتسهيلات التي تكفل وجود بيئة أكاديمية مناسبة ومتكاملة لأبنائها وبناتها من الطلبة والدارسين، وتهيئة كافة الأجواء أمامهم لتنمية ملكة التفكير الإبداعي لديهم، وتطوير قدراتهم، وتفجير طاقاتهم الداخلية الكامنة، وتوسيع آفاق الحياة أمامهم ليكونوا عناصر بناء في المجتمع، ولديهم المقدرة الكاملة في التأثير الفعال والإيجابي على جميع من حولهم في أيّ مكان. فالمساحات الخضراء المزينة بالأشجار والورود والأزهار تنتشر بين جوانب الكلية سواء بمقرّها في غزة أو فرعها في خانيونس، والمباني تمّ تصميمها بحيث تكون قريبة من بعضها البعض للتسهيل على الطلبة في التنقّل من مرفق إلى آخر، ولتوفير الوقت والجهد على الطالبات بدلاً من الاصطفاف أمام المصاعد فقد قامت الكلية ببناء جسر يصل ما بين مبنى الطالبات ومبنى الإدارة لتيسير تنقلاتهن إلى القاعات الدراسية المختلفة. ومن أبرز هذه المرافق:
- المكتبة المركزية
- العيادة الطبية
- الصالة الرياضية
- عيادة اضطرابات التخاطب
- وحدة التقنيات المساعدة
- ملعب الكلية الجامعية
- الحدائق الخضراء الداخلية
- الملاعب المعشبة في فرع الكلية بخان يونس

## المنح والمساعدات الدراسية
ترفع الكلية الجامعية للعلوم التطبيقية شعار عدم حرمان أي طالب من تعليمه الجامعي بسبب أوضاعه المالية الصعبة، وفي هذا المضمار تقدم الكلية الجامعية مع بداية كل فصل دراسي حزمة متكاملة من المنح والمساعدات والقروض والهبات لخدمة طلبتها من ذوي الوضع الاقتصادي المتردي، بحيث تمكنهم من مواصلة تعليمهم الجامعي وبناء مستقبلهم الذي يساعدهم على الارتقاء بأنفسهم وتحقيق ذاتهم وخدمة أسرهم ووطنهم ومجتمعهم. ومن أبرز المنح المقدمة منحة التفوق سواء من خريجي الثانوية العامة أو الطلبة الحاصلين على معدل امتياز خلال الدراسة، ومنحة حفظة القرآن الكريم، ومنحة الإخوة (3، 4، 5)، ومنحة مقدمة لذوي الإعاقة الحركية وأخرى لذوي الإعاقات البصرية، ومنحة زوجة وأبناء الشهداء، ومنحة أبناء الأسرى، إضافة إلى منحة المتضررين في عدوان 2014، إلى جانب ذلك كله هناك القروض والمساعدات والهبات التي تمنحها الكلية لطلبتها المحتاجين، والتي تساعدهم على تخطي عقبة العوز وتمكنهم من استكمال تعليمهم.

## وحدات ومراكز الكلية
تضم الكلية الجامعية للعلوم التطبيقية عددًا من الوحدات والمراكز التي تقدم خدمات متنوعة للطلبة والعاملين، إضافةً إلى شرائح مختلفة من المجتمع الفلسطيني، وذلك في إطار مسؤوليتها المجتمعية وسعيها إلى تطوير جودة الخدمات المقدمة. ومن أبرز هذه الوحدات والمراكز:
- مركز التطوير الأكاديمي.
- مركز خدمة المجتمع والتعليم المستمر

وهو مركز تعليمي خدماتي يعني بتنمية وتطوير قدرات الأفراد ومؤسسات القطاعين العام والخاص علميا ومهنيا من خلال تنفيذ البرامج التدريبية المتميزة والتي تهدف إلى رفع كفاءة المتدربين وإكسابهم المهارات العملية والمعرفة النظرية.
- وحدة الجودة.
- مركز القرآن الكريم والدعوة الإسلامية.

يقدم المركز العديد من الخدمات والأنشطة المتعلقة باختبارات القرآن الكريم للحفظة وتنفيذ دورات التلاوة والتجويد والعلوم الشرعية في الفقه وعلوم القرآن والسنة، إلى جانب تنظيم الأنشطة التي تهدف إلى ربط الطلبة والعاملين بالقرآن الكريم والسنة المشرفة، والإجابة على الفتاوى المطروحة.
- وحدة الخريجين.
- وحدة تعليم الطلبة ذوي الإعاقة.
- عيادة اضطرابات التخاطب.
- ورشة يوكاس لصيانة السيارات
- الحاضنة التكنولوجية.

## الاهتمامات العلمية البحثية
يعتبر البحث العلمي من الأهداف الأساسية التي تسعى الكلية الجامعية إلى تحقيقها نظرا لأهميته في زيادة تحقيق المعرفة العلمية، كما حققت الكلية تطورا كبيرا في مجال البحث العلمي خلال السنوات القليلة الماضية، وتحرص دوما على الارتقاء بهذا المجال عبر تنظيم المؤتمرات العلمية والأيام الدراسية والأنشطة الأكاديمية المتنوعة وذلك بطرح القضايا والموضوعات المختلفة على مائدة البحث والدراسة بمشاركة نخبة من العقول والخبراء والمختصين للخروج بحلول وإسهامات قيمة في معالجة المشكلات التي تواجه المجتمع.
وتملك الكلية الجامعية شراكات بحثية إقليمية ضمن مشاريع متعددة منها مشروع TEMPUS لتطوير مناهج اختصاص إلكترونيات السيارات، وبرنامج المقدسي للعام 2014-2016 والهادف إلى استخدام بقايا الزجاج كبديل عن الرمل والإسمنت في الخلطات الإسمنتية.
ومن أبرز الفعاليات التي نظمتها الكلية في مجال البحث العلمي مؤخرا:
- المؤتمر الدولي الأول للعلوم التطبيقية، والذي جاء تحت شعار نحو بيئة تكنولوجية تنموية.
- يوم دراسي لقسم المهن الصحية بعنوان التغذية طريقك إلى الصحة
- يوم دراسي لقسم المهن الهندسية بعنوان الزي الفلسطيني بين الأصالة والمعاصرة
- يوم دراسي لقسم الدراسات الإنسانية بعنوان برنامج الخدمة الاجتماعية في رعاية ذوي الاحتياجات الخاصة
- يوم دراسي لقسم العلوم التربوية بعنوان النشاط الرياضي من أجل مجتمع أفضل
- المؤتمر الطلابي الأول في إدارة المشاريع نظمه بكالوريوس إدارة المال والأعمال
- أسبوع العلاقات العامة الطلابي الثالث نظمه اختصاص العلاقات العامة والإعلان التابع لقسم الدراسات الإنسانية.

## جوائز
- أهم الجوائز
  - جائزة فلسطين الدولية للتميز والإبداع عام (2007).
  - جائزة المركز الأول في مسابقة صنع في فلسطين للعام (2009).
  - جائزة المركز الثاني في مسابقة صنع في فلسطين للعام (2010).
  - الحصول على شهادة الجودة الدولية (ISO 9001-2008 2011).

## الشراكات الأكاديمية
نجحت الكلية الجامعية خلال السنوات الأخيرة في الحصول على عضوية وشراكة أكاديمية فاعلة في نخبة من الاتحادات الأكاديمية العالمية هي:
1. عضوية اتحاد جامعات العالم الإسلامي Federation of the Universities of the Islamic World (FUIW)
2. عضوية اتحاد رؤساء الجامعات العالمية International Association of University Presidents (IAUP)
3. عضوية مؤسسة التعليم الدولي Institute of International Education (IIE)
4. عضوية جامعة تيثيس Network of Euro-Mediterranean Universities (TETHYS)
5. عضوية اتحاد الجامعات العربية Association of Arab Universities
6. عضوية الاتحاد الدولي للجامعات International Association of Universities
7. عضوية برنامج التأثير الأكاديمي UN-Academic Impact – الأمم المتحدة
8. توقيع وثيقة الماجنا كارتا The Magna Charta Universitatum – بولونيا بإيطاليا
9. الاتحاد العالمي للتعليم والتدريب المهني IVETA -الولايات المتحدة الأمريكية
10. اتحاد جامعات حوض البحر الأبيض المتوسط UNIMED- روما بإيطاليا
11. اتحاد الجامعات الأوروبية الآسيوية EURAS- تركيا

كما وقعت الكلية الجامعية مؤخرا العديد من اتفاقيات التعاون مع الكليات والجامعات والمؤسسات الدولية، ومنها:
1. جامعة بوترا الماليزية – ماليزيا
2. جامعة دوربان – جنوب أفريقيا
3. جامعة باليرمو – إيطاليا
4. جامعة آيدن - تركيا
5. جامعة روما - إيطاليا
6. أكاديمية الفنون – مصر
7. جامعة صلاح الدين-أربيل- العراق
8. جامعة كالابريا – إيطاليا
9. جامعة برشلونة – أسبانيا
10. جامعة الملك محمد الخامس-أكدال – المغرب
11. المعهد الوطني للبحث الزراعي- المغرب
12. مكتب تنسيق تعريب العلوم التابع للمنظمة العربية – المغرب

## حقائق وأرقام
- المقر الرئيس للكلية الجامعية للعلوم التطبيقية بمدينة غزة مقام على مساحة 14 دونما، فيما تبلغ المساحة الإجمالية لفرع الكلية الجامعية بخانيونس 94 دونما تنتشر فيها المساحات الخضراء الواسعة والتجهيزات المختلفة.
- تعتبر الكلية الجامعية رائدة التعليم التقني والمهني في فلسطين، وتقدم خدماتها التعليمية لمختلف الشرائح في 12 اختصاصا للبكالوريوس و48 للدبلوم المتوسط و5 للدبلوم مهني لسنة واحدة.
- تملك الكلية الجامعية كادرا أكاديميا وإداريا فتيا ينتمي بشكل كامل إلى المؤسسة ويملك روح المبادرة والعطاء الدائم، وهم من حملة الشهادات العليا من نخبة الجامعات المحلية والعربية والعالمية، وممن يملكون رصيدا واسعا من الخبرة والتجربة والمعرفة، حيث تبلغ أعداد موظفي الكلية 934 موظفا وموظفة بواقع 280 موظفا إداريا وفنيا و654 موظفا أكاديميا.
- يبلغ إجمالي أعداد الطلبة المستفيدين من الخدمات التعليمية التي تقدمها الكلية الجامعية نحو 8000 طالب وطالبة بمعدل 48% طلاب و52% طالبات.
- ضمن إسهاماتها في خدمة المجتمع وتنميته فقد نفذت الكلية الجامعية 30 مشروعا تنمويا استفاد منها 11,637 من أفراد المجتمع ضمن شرائح الطلبة والخريجين وذوي الإعاقة والنساء والأرامل وأبناء الشهداء.
- دأبت الكلية الجامعية على تذليل كافة العقبات المتعلقة بالرسوم الجامعية أمام طلبتها في ظل الأوضاع القاسية التي يعيشها قطاع غزة بفعل الحصار والإغلاق، حيث حصل نحو 70% الطلبة على منح وقروض ومساعدات وهبات أهلتهم إلى إكمال تعليمهم الجامعي.
- تعتبر الكلية الجامعية عضوا أكاديميا وشريكا فاعلا في 13 اتحادا أكاديميا عالميا منتشرة حول العالم، وذلك ضمن رؤيتها في الانفتاح على العالم الخارجي والوصول إلى العالمية.
- تملك الكلية سجلا حافلا بالمنجزات المشرقة التي كرمت عليها على الصعيد المحلي والدولي في الفترة منذ انطلاقتها عام 1998 حتى عام 2014، لتصل أعداد الجوائز التي حصلت عليها إلى 16 جائزة في مقدمتها جائزة فلسطين الدولية للإبداع والتميز.
- حرصت الكلية الجامعية على تهيئة كافة الظروف المواتية أمام طلبتها لينعموا بأجواء مستقرة في بيئة تعليمية متكاملة ومزودة بكافة الاحتياجات واللوازم التي تواكب أساليب التعليم المتقدمة، كما تملك 116 قاعة دراسية و67 مختبرا متخصصا و1,050 جهاز حاسوب متطور.
- تزخر المكتبة المركزية في الكلية الجامعية بكنوز معرفية في مختلف العلوم والمجالات تصل إلى نحو 38,116 من الكتب العربية والأجنبية والمخطوطات ورسائل الدكتوراه والماجستير والمعارف الإلكترونية والمسموعة والمرئية وبحوث الطلبة ومكتبة للأفلام الوثائقية.
- استقبلت الكلية خلال السنة الماضية 45 وفدا محليا ودوليا من المؤسسات الشريكة والصديقة، ومن أبرز الزيارات كانت لوفد رفيع المستوى من الحكومة الدنماركية ترأسه وزير التنمية الدنماركي.
- قدمت مركز التعليم المستمر بالكلية الجامعية مجموعة متكاملة من البرامج التدريبية النوعية بمجموع 2,604 ساعة تدريبية استفاد منها 2,791 متدرب ومتدربة من مختلف فئات المجتمع.
- أرفدت الكلية الجامعية منذ نشأتها عام 1998 سوق العمل المحلي والدولي بنخبة من الخريجين المؤهلين ذوي الكفاءة العالية في التعليم والتدريب والذين وصلت أعدادهم إلى 17.100 خريجا وخريجة في درجتي البكالوريوس والدبلوم.
- نفذت الكلية الجامعية ما يزيد عن 20 عملا تطوعيا متنوعا لخدمة المجتمع الفلسطيني شارك فيها أكثر من 5,710 طالب وطالبة بواقع 64,735 ساعة تطوعية.

## روابط خارجية
- الموقع الرسمي للكلية الجامعية للعلوم التطبيقية - غزة
- صفحة فرع خانيونس
- صفحة مركز التعليم المستمر